# Milium
Milium L., 1753 è un genere di piante angiosperme monocotiledoni appartenente alla famiglia Poaceae (o Gramineae, nom. cons.). È l'unico genere della sottotribù Miliinae Dumort., 1829.

## Etimologia
Il nome del genere deriva da una parola latina per la pianta Panicum dichotomiflorum Michx. (tradizionalmente chiamata Panicum miliaceum) le cui specie sono simili a quelle del genere di questa voce.
Il nome scientifico del genere è stato definito da Linneo (1707 – 1778), biologo svedese considerato il padre della moderna classificazione scientifica degli organismi viventi, nella pubblicazione "Species Plantarum" (Sp. Pl. 1: 61 - 1753) del 1753. Il nome scientifico della sottotribù è stato definito dal botanico, naturalista e politico belga Barthélemy Charles Joseph Dumortier  (1797-1878) nella pubblicazione "Analyse des Familles de Plantes: avec l'indication des principaux genres qui s'y rattachent. Tournay"  ( Anal. Fam. Pl. 64  - 1829) del 1829.

## Descrizione

### Portamento
Il portamento delle specie di questo gruppo in genere è cespuglioso (rizomatoso o cespitoso) con forme biologiche tipo terofita scaposa (T scap) o geofita rizomatosa (G rhiz)  e cicli biologici annuali o perenni. I culmi sono cavi a sezione più o meno rotonda; sono eretti, ascendenti, genicolati o decombenti. In queste piante non sono presenti i micropeli. Altezza massima: 180 cm.

### Foglie
Le foglie lungo il culmo sono disposte in modo alterno, sono distiche e si originano dai vari nodi. Sono composte da una guaina, una ligula e una lamina. Le venature sono parallelinervie. Non sono presenti i pseudopiccioli e, nell'epidermide delle foglia, le papille.
- Guaina: la guaina è abbracciante il fusto e in genere è priva di auricole e normalmente è chiusa.
- Ligula: la ligula è membranosa e a volte è cigliata; può essere corta o allungata; a volte è ialina.
- Lamina: la lamina ha delle forme generalmente da lineari a lanceolate con margini paralleli; può essere piatta o leggermente conduplicata.

### Infiorescenza

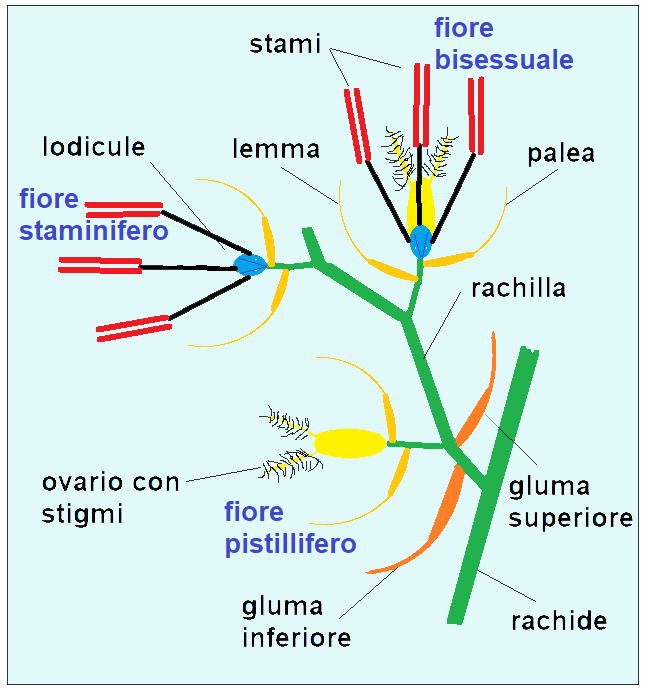
Spighetta generica con tre fiori diversi

- Infiorescenza principale (sinfiorescenza o semplicemente spiga): le infiorescenze, ascellari e terminali, in genere sono ramificate e sono formate da alcune spighette ed hanno la forma di una pannocchia aperta. La fillotassi dell'inflorescenza inizialmente è a due livelli, anche se le successive ramificazioni la fa apparire a spirale. Le spighette hanno dei pedicelli filiformi.
- Infiorescenza secondaria (o spighetta): le spighette, con forme ellittico-lanceolate e compresse a livello dorsale, sottese da due brattee distiche e strettamente sovrapposte chiamate glume (inferiore e superiore), sono formate da un solo fiore senza estensione della rachilla. Possono essere presenti dei fiori sterili; in questo caso sono in posizione distale rispetto a quelli fertili. Alla base di ogni fiore sono presenti due brattee: la palea e il lemma. La disarticolazione avviene con la rottura della rachilla sotto ogni fiore fertile.

- Glume: le glume, persistenti, disuguali, generalmente sono più lunghe dei fiori; sono membranose; gli apici sono ottusi, a volte mutuci, raramente mucronati; possono essere fortemente carenate; hanno da 1 a 3 nervature longitudinali.
- Palea: la palea è un profillo con due venature; può essere cigliata; normalmente non è carenata.
- Lemma: il lemma, con forme ellittiche o ovate, liscio, a consistenza indurita e aspetto lucente, ha l'apice ottuso; ha 5 nervature longitudinali.

### Fiori

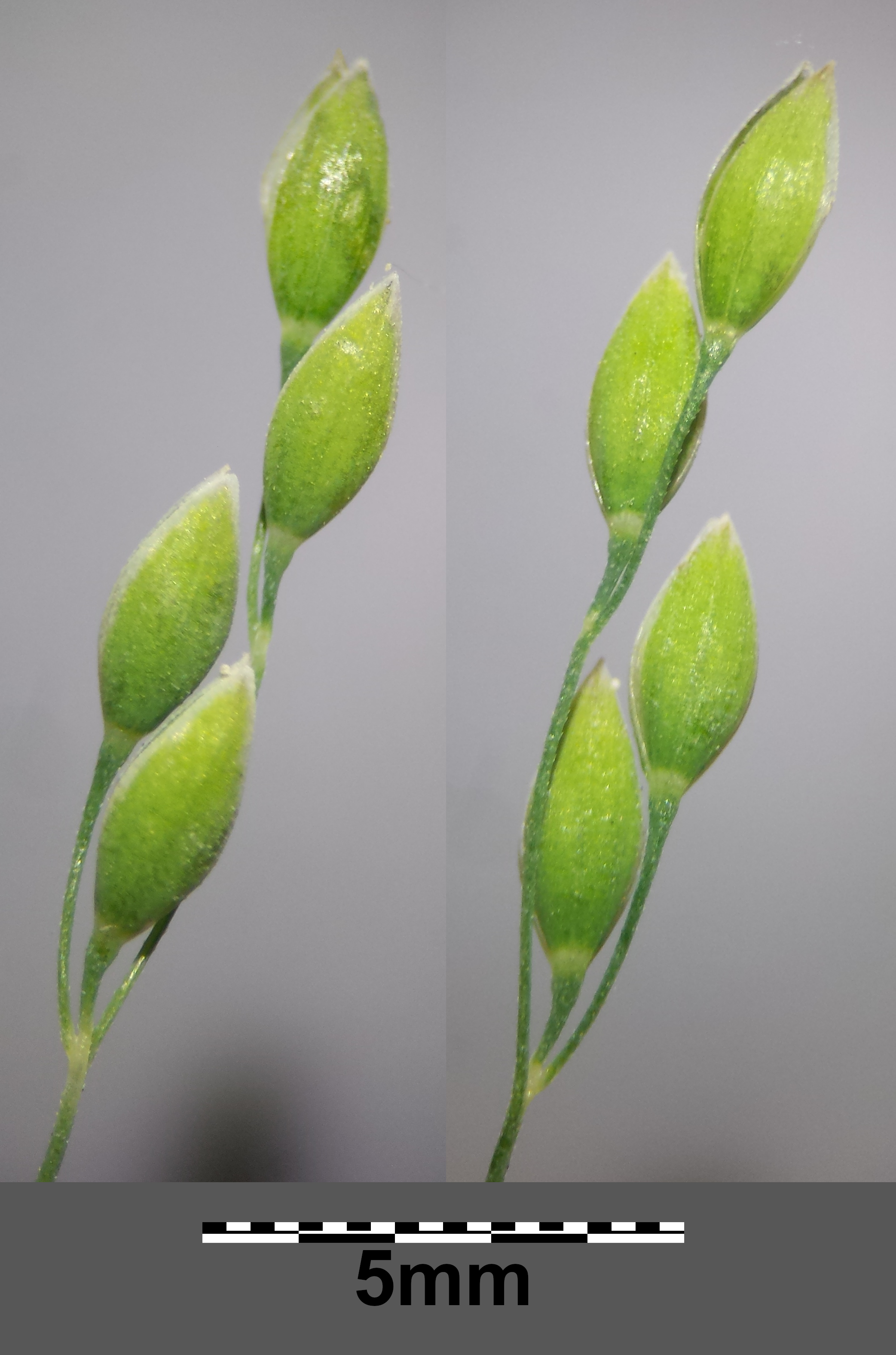
I fiori
Milium effusum

I fiori fertili sono attinomorfi formati da 3 verticilli: perianzio ridotto, androceo  e gineceo.
- Formula fiorale:[8]

*, P 2, A (1-)3(-6), G (2–3) supero, cariosside.
- Il perianzio è ridotto e formato da due lodicule, delle squame traslucide, poco visibili (forse relitto di un verticillo di 3 sepali). Le lodicule sono membranose e non vascolarizzate.

- L'androceo è composto da 3 stami ognuno con un breve filamento libero, una antera sagittata e due teche. Le antere sono basifisse con deiscenza laterale. Il polline è monoporato.

- Il gineceo è composto da 3-(2) carpelli connati formanti un ovario supero. L'ovario, glabro, ha un solo loculo con un solo ovulo subapicale (o quasi basale). L'ovulo è anfitropo e semianatropo e tenuinucellato o crassinucellato. Lo stilo, breve, è unico con due stigmi piumosi e distinti.

I fiori del genere Milium sono molto simili a quelli del genere Panicum, ma in Milium è presente un solo un fiore per spighetta.

### Frutti
I frutti sono del tipo cariosside, ossia sono dei piccoli chicchi indeiscenti, con forme ovoidali, nei quali il pericarpo è formato da una sottile parete che circonda il singolo seme. In particolare il pericarpo è fuso al seme ed è aderente. L'endocarpo non è indurito e l'ilo è puntiforme. L'embrione è piccolo e provvisto di epiblasto ha un solo cotiledone altamente modificato (scutello senza fessura) in posizione laterale. I margini embrionali della foglia non si sovrappongono.

## Biologia
Come gran parte delle Poaceae, le specie di questo genere si riproducono per impollinazione anemogama. Gli stigmi più o meno piumosi sono una caratteristica importante per catturare meglio il polline aereo. 
La dispersione dei semi avviene inizialmente a opera del vento (dispersione anemocora) e una volta giunti a terra grazie all'azione di insetti come le formiche (mirmecoria).

## Distribuzione e habitat
La distribuzione delle specie di questo genere è relativa alle regioni dell'Eurasia temperata del nord e all'America del Nord orientale.

## Tassonomia
La famiglia delle Poacee comprende circa 800 generi e oltre 9.000 specie. È una delle famiglie più numerose e più importanti del gruppo delle monocotiledoni. La famiglia è suddivisa in 12 sottofamiglie, la sottotribù Miliinae fa parte della sottofamiglia Pooideae, tribù Poeae.

### Specie
Il genere comprende le seguenti specie (per le specie europee è indicata la distribuzione):
- Milium atropatanum Maroofi, 2011
- Milium effusum L., 1753 - Distribuzione: Europa, Transcaucasia e Anatolia
- Milium pedicellare (Bornm.) Roshev. ex Melderis, 1952 - Distribuzione: Anatolia e Asia mediterranea
- Milium schmidtianum K.Koch, 1848 - Distribuzione: Transcaucasia e Anatolia
- Milium transcaucasicum Tzvelev, 1960 - Distribuzione: Azerbaigian e Armenia
- Milium vernale M.Bieb., 1808 - Distribuzione: Europa mediterranea, Transcaucasia, Anatolia, Asia mediterranea e Africa mediterranea

### Specie della flora italiana
Nella flora spontanea italiana sono presenti due specie di questo genere:
- Milium effusum L. - Miglio selvatico: l'altezza delle piante arriva a 4 - 12 dm; il ciclo biologico è perenne; la forma biologica è geofita rizomatosa (G rhiz); è una specie stolonifera; il tipo corologico è Circumboreale; gli habitat tipici sono i boschi di latifoglie, le radure e i cespuglieti; in Italia è una pianta rara e si trova su tutto il territorio fino ad una laltitudine di 1.600 m s.l.m..
- Milium vernale Bieb. - Miglio annuale: l'altezza delle piante arriva a 1 - 4 dm; il ciclo biologico è annuo; la forma biologica è terofita scaposa (T scap); il tipo corologico è Orofita - Mediterraneo; gli habitat tipici sono i boschi umidi e le siepi; in Italia è una pianta rara e si trova solamente al Centro e Sud fino ad una laltitudine di 1.500 m s.l.m..

### Filogenesi
La sottotribù Miliinae fa parte della tribù Poeae R.Br., 1814 (quest'ultima è compresa nella supertribù Poodae L. Liu, 1980). La tribù Poeae (formata da diverse sottotribù suddivise in alcune supersottotribù) è l'ultimo nodo della sottofamiglia Pooideae ad essersi evoluto (gli altri precedenti sono la tribù Brachyelytreae, e le supertribù Nardodae, Melicodae, Stipodae e Triticodae).
La sottotribù Miliinae (monofiletica nell'attuale circoscrizione) appartiene al gruppo con le sequenze dei plastidi di tipo "Poeae" (definito "Poeae chloroplast groups 2 ") ed è circoscritta nella supersottotribù Poodinae Soreng & L.J. Gillespie, 2017 (chiamato anche PAM clade) comprendente una decina di sottotribù tra le quali Poinae, Miliinae, Phleinae, Beckmanniinae, Cinninae, Alopecurinae, Ventenatinae e altre ancora in fase di definizione come la sottotribù Avenulinae, Brizochloinea, alcuni cladi provvisori e il genere incertae sedis Arctopoa. All'interno della supersottotribù la sottotribù di questa voce è in posizione politomica con il gruppo denominato "ABCV clade" e alcune altre sottotribù. Ulteriori studi sono necessari per avere informazioni più dettagliate e precise in quanto la struttura sopra descritta non è l'unica che emerge dalle analisi filogenetiche attuali.
Le seguenti sinapomorfie sono relative a tutta la sottofamiglia (Pooideae):
- la fillotassi dell'inflorescenza inizialmente è a due livelli;
- le spighette sono compresse lateralmente;
- i margini embrionali della foglia non si sovrappongono;
- l'embrione è privo della fessura scutellare.

Le sinapomorfie relative alla tribù Poeae sono:
- l'ilo è puntiforme;
- dei lipidi (grassi) sono presenti nell'endosperma;
- le lodicule sono prive di ciglia;
- l'ovario è glabro.

Per il genere di questa voce sono state trovate le seguenti sinapomorfie:
- le spighette sono compresse dorsoventralmente;
- la palea e il lemma sono induriti, lisci e lucenti.

Il numero cromosomico delle specie di questo gruppo è: 2n = 14, 18 e 28.